# Red Carpet Massacre
Red Carpet Massacre är det tolfte studioalbumet av den brittiska gruppen Duran Duran, utgivet i november 2007. Gruppen samarbetade här med hiphop-producenten Timbaland och gästades av Justin Timberlake. Albumet fick på grund av detta ett blandat mottagande av både fans och kritiker och ledde till att gitarristen Andy Taylor hoppade av bandet innan inspelningen. Kommersiellt blev den en flopp med som bäst en 44:e plats på engelska albumlistan och en 36:e plats på USA-listan.

## Låtlista
1. The Valley
2. Red Carpet Massacre
3. Nite-Runner
4. Falling Down
5. Box Full O' Honey
6. Skin Diver
7. Tempted
8. Tricked Out
9. Zoom In
10. She's Too Much
11. Dirty Great Monster
12. Last Man Standing